# Comuna de Biszcza
Biszcza (polaco: Gmina Biszcza) é uma gminy (comuna) na Polónia, na voivodia de Lublin e no condado de Biłgorajski. A sede do condado é a cidade de 1999.
De acordo com os censos de 2006, a comuna tem 3.918 habitantes, com uma densidade 37 hab/km².

## Área
Estende-se por uma área de 106,31 km², incluindo:
- área agricola: 68%
- área florestal: 26%

## Demografia
Dados de 30 de Junho 2004:
|                      | Total   | Total | Mulheres | Mulheres | Homens  | Homens |
| -------------------- | ------- | ----- | -------- | -------- | ------- | ------ |
|                      | pessoas | %     | pessoas  | %        | pessoas | %      |
| População            | 4005    | 100   | 2025     | 50,6     | 1980    | 49,4   |
| Densidade (pop./km²) | 37,3    | 100   | 18,9     | 18,9     | 18,5    | 18,5   |

De acordo com dados de 2002, o rendimento médio per capita ascendia a 1323,87 zł.

## Subdivisões
- Biszcza, Bukowina, Budziarze, Gózd Lipiński, Wola Kulońska, Wólka Biska.

## Comunas vizinhas
- Biłgoraj, Harasiuki, Księżpol, Kuryłówka, Potok Górny, Tarnogród